# Tawdiella doliiformis
Tawdiella doliiformis är en svampart som beskrevs av K.B. Deshp. & K.S. Deshp. 1966. Tawdiella doliiformis ingår i släktet Tawdiella, divisionen sporsäcksvampar och riket svampar.   Inga underarter finns listade i Catalogue of Life.